# 西坡坬遗址
西坡坬遗址，位于中国甘肃省兰州市七里河区，为一个省级文物保护单位，类型为古遗址。
西坡坬遗址的历史年代为新石器时代。